# Tingomaria
Tingomaria is een geslacht van hooiwagens uit de familie Gonyleptidae.
De wetenschappelijke naam Tingomaria is voor het eerst geldig gepubliceerd door Mello-Leitão, in Mello-Leitão & Araujo Feio in 1948. 

## Soorten
Tingomaria is monotypisch en omvat slechts de volgende soort:
- Tingomaria hydrophila